# Гојаковићи (Мојковац)
Гојаковићи је насеље у општини Мојковац у Црној Гори. Према попису из 2003. било је 137 становника (према попису из 1991. било је 123 становника).

## Демографија
У насељу Гојаковићи живи 113 пунолетних становника, а просечна старост становништва износи 41,6 година (40,7 код мушкараца и 42,5 код жена). У насељу има 40 домаћинстава, а просечан број чланова по домаћинству је 3,43.
Становништво у овом насељу веома је хетерогено.
|  |

| Демографија | Демографија | Демографија |
| Година      | Становника  | Становника  |
| ----------- | ----------- | ----------- |
|             |             |             |
|             |             |             |
|             |             |             |
|             |             |             |
| 1948.       | 193         |             |
| 1953.       | 208         |             |
| 1961.       | 219         |             |
| 1971.       | 187         |             |
| 1981.       | 146         |             |
| 1991.       | 123         | 123         |
| 2003.       | 138         | 137         |
|             |             |             |

| Етнички састав према попису из 2003.‍ | Етнички састав према попису из 2003.‍ | Етнички састав према попису из 2003.‍ | Етнички састав према попису из 2003.‍ | Етнички састав према попису из 2003.‍ |
| ------------------------------------ | ------------------------------------ | ------------------------------------ | ------------------------------------ | ------------------------------------ |
|                                      |                                      |                                      |                                      |                                      |
| Срби                                 | Срби                                 |                                      | 72                                   | 52,55%                               |
| Црногорци                            | Црногорци                            |                                      | 62                                   | 45,25%                               |
| непознато                            | непознато                            |                                      | 0                                    | 0,0%                                 |

| Година пописа     | 1948. | 1953. | 1961. | 1971. | 1981. | 1991. | 2003. |
| ----------------- | ----- | ----- | ----- | ----- | ----- | ----- | ----- |
| Број домаћинстава | 40    | 43    | 44    | 33    | 31    | 34    | 40    |

| Број чланова      | 1  | 2  | 3 | 4 | 5 | 6 | 7 | 8 | 9 | 10 и више | Просек |
| ----------------- | -- | -- | - | - | - | - | - | - | - | --------- | ------ |
| Број домаћинстава | 40 | 10 | 5 | 8 | 6 | 3 | 3 | 4 | 1 | 0         | 0      |

| Пол    | Укупно | Неожењен/Неудата | Ожењен/Удата | Удовац/Удовица | Разведен/Разведена | Непознато |
| ------ | ------ | ---------------- | ------------ | -------------- | ------------------ | --------- |
| Мушки  | 57     | 24               | 30           | 1              | 2                  | 0         |
| Женски | 61     | 19               | 28           | 13             | 1                  | 0         |
| УКУПНО | 118    | 43               | 58           | 14             | 3                  | 0         |

| Пол    | Укупно                    | Пољопривреда, лов и шумарство | Рибарство                            | Вађење руде и камена | Прерађивачка индустрија       |
| ------ | ------------------------- | ----------------------------- | ------------------------------------ | -------------------- | ----------------------------- |
| Мушки  | 17                        | 3                             | 0                                    | 0                    | 5                             |
| Женски | 7                         | 1                             | 0                                    | 0                    | 3                             |
| УКУПНО | 24                        | 4                             | 0                                    | 0                    | 8                             |
| Пол    | Производња и снабдевање   | Грађевинарство                | Трговина                             | Хотели и ресторани   | Саобраћај, складиштење и везе |
| Мушки  | 0                         | 0                             | 0                                    | 0                    | 1                             |
| Женски | 0                         | 0                             | 1                                    | 0                    | 0                             |
| УКУПНО | 0                         | 0                             | 1                                    | 0                    | 1                             |
| Пол    | Финансијско посредовање   | Некретнине                    | Државна управа и одбрана             | Образовање           | Здравствени и социјални рад   |
| Мушки  | 0                         | 0                             | 6                                    | 1                    | 0                             |
| Женски | 0                         | 0                             | 1                                    | 0                    | 1                             |
| УКУПНО | 0                         | 0                             | 7                                    | 1                    | 1                             |
| Пол    | Остале услужне активности | Приватна домаћинства          | Екстериторијалне организације и тела | Непознато            | Непознато                     |
| Мушки  | 1                         | 0                             | 0                                    | 0                    | 0                             |
| Женски | 0                         | 0                             | 0                                    | 0                    | 0                             |
| УКУПНО | 1                         | 0                             | 0                                    | 0                    | 0                             |